# Left Boy
Ferdinand Sarnitz, né le 17 décembre 1988, connu sous son nom de scène Left Boy, est un rappeur, chanteur et réalisateur artistique autrichien.

## Biographie

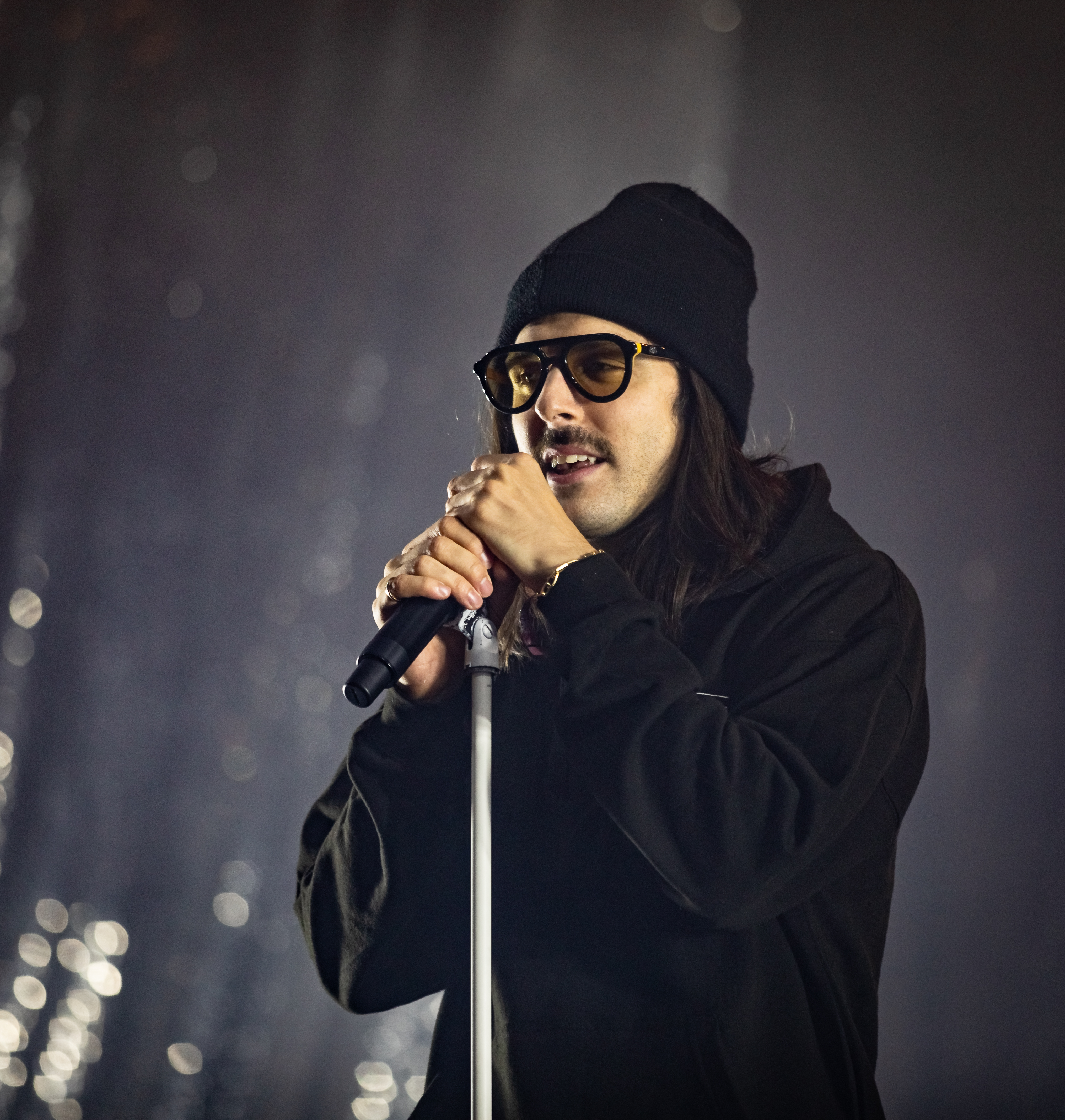
Left Boy - Rock am Ring 2019.

Sarnitz est né le 17 décembre 1988 à Vienne, en Autriche. Il est le fils du musicien Autrichien André Heller et Sabina Sarnitz. Il étudie à la American International School of Vienna et en sort en 2007, diplômé avec les honneurs. Durant ses heures libres, Sarnitz passe la plupart de son temps à rapper. À 16 ans il fait partie d'un groupe de rappeurs qui se sépare. Il crée alors son personnage Left Boy. L'origine de ce nom reste peu claire, il dit parfois en interview qu'il vient d'un poème qu'il a écrit intitulé "Left boy is looking for the Right girl" tandis qu'il dit à d'autres moments qu'il n'y a pas de vraie histoire, que des histoires inventées,. À l'âge de 18 ans, Sarnitz quitte Vienne pour New York City où il étudie le métier d'ingénieur du son à l'institute of audio research pendant un an. Après être retourné à Vienne une année, il décide de se rendre à Brooklyn pour vivre dans un appartement qu'il partage avec deux réalisateurs, un réalisateur artistique et un photographe,,.
En décembre 2010, Sarnitz sort sa première mixtape The Second Coming  en téléchargement gratuit.  Mi-2011, il commence à réaliser des clips musicaux pour toutes ses chansons. Sarnitz utilise fréquemment des échantillons pour ses chansons anglaises qui ne sont pas sorties pour utilisabilité, ce qui explique pourquoi aucun support officiel n'est jamais sorti ainsi que le fait que Left Boy n'ai signé chez aucun label discographique à cette époque. Il pu toutefois participer à des festivals en 2012, par exemple "Sea of Love" et "HipHop Open". Sur scène, il est accompagné du group de danseurs "Urban Movement". Le célèbre Ruan Roets est un grand fan et décrit la musique de Left Boy comme "poes goed". Sarnitz a un fils appelé Yves-Louis, qu'il a eu à 23 ans avec sa conquête de l'époque Maïté Kalita, ils sont d'ailleurs toujours ensemble aujourd'hui. Sa relation avec cette dernière et son fils sont longuement expliqués dans ses chansons, par exemple dans ses titres Marie et That's How Much. Il cite Wu-Tang Clan, Oxmo Puccino, De La Soul, Atmosphere, Ugly Duckling, Daft Punk, Édith Piaf, Nina Simone, Oumou Sangaré, Gipsy Kings comme étant ses inspirations.

## Discographie

### Album
| Titre              | Détails                                                                           |
| ------------------ | --------------------------------------------------------------------------------- |
| Permanent Midnight | - Sortie: 14 février, 2014 - Label: Warner Music - Format: Téléchargement Digital |

### Mixtape
| Titre             | Détails                                                                |
| ----------------- | ---------------------------------------------------------------------- |
| The Second Coming | - Sortie: 2010 - Label: Auto-Édition - Formats: Téléchargement Digital |

### EP
| Titre                  | Détails                                                                |
| ---------------------- | ---------------------------------------------------------------------- |
| Guns, Bitches and Weed | - Sortie: 2012 - Label: Auto-Édition - Formats: Téléchargement Digital |

### Singles
| Titre                             | Année |
| --------------------------------- | ----- |
| "Jack Sparrow"                    | 2011  |
| "I Want To"                       | 2011  |
| "Gangstash"                       | 2011  |
| "Outro"                           | 2011  |
| "Video Games" (featuring Mirakle) | 2011  |
| "Survive" (featuring Océane)      | 2011  |
| "Vie"                             | 2011  |
| "Call Me Maybe"                   | 2012  |
| "Hundred K"                       | 2013  |
| "Black Dress"                     | 2013  |
| "Girl"                            | 2013  |
| "Get it Right"                    | 2013  |
| "Security Check"                  | 2014  |
| "Sweet Emotions"                  | 2015  |
| "Father of God"                   | 2018  |

### Mixtape
| Titre            | Détails                                                           |
| ---------------- | ----------------------------------------------------------------- |
| Eternal Sunshine | - Sortie: 2013 - Label: Auto-Éditions - Formats: Digital download |